# Helmut Lewin

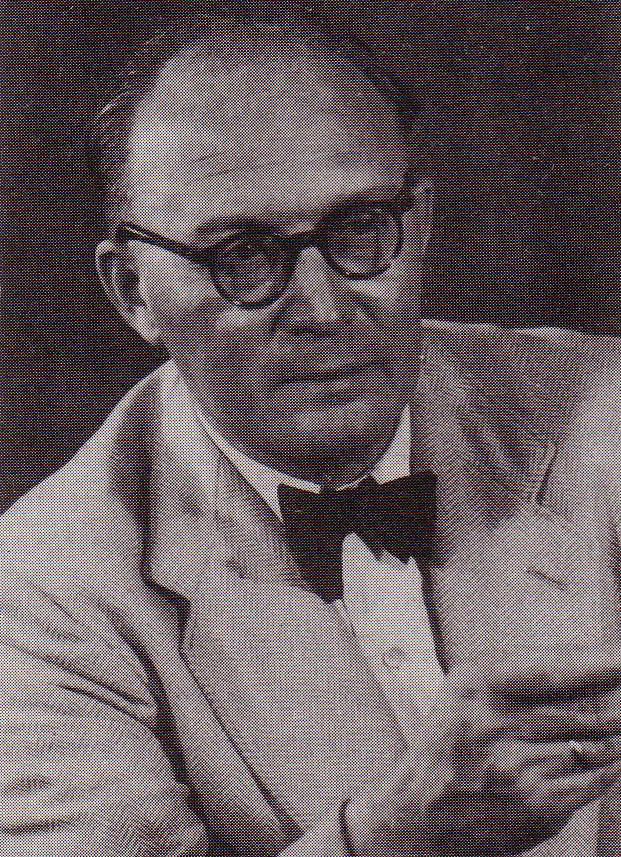
Helmut Lewin im Jahr 1957

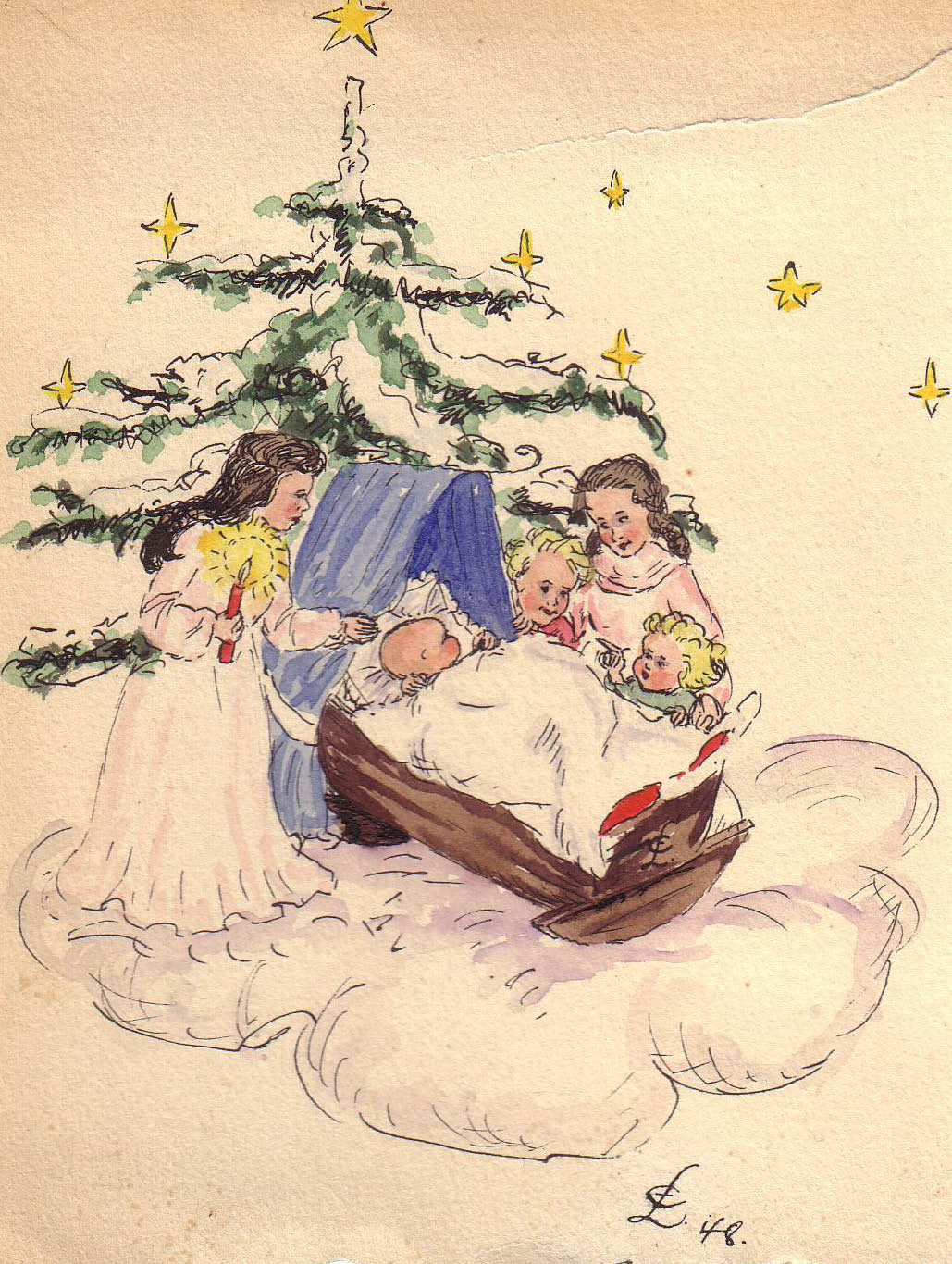
Weihnachtskarte
(1948, Farbzeichnung)

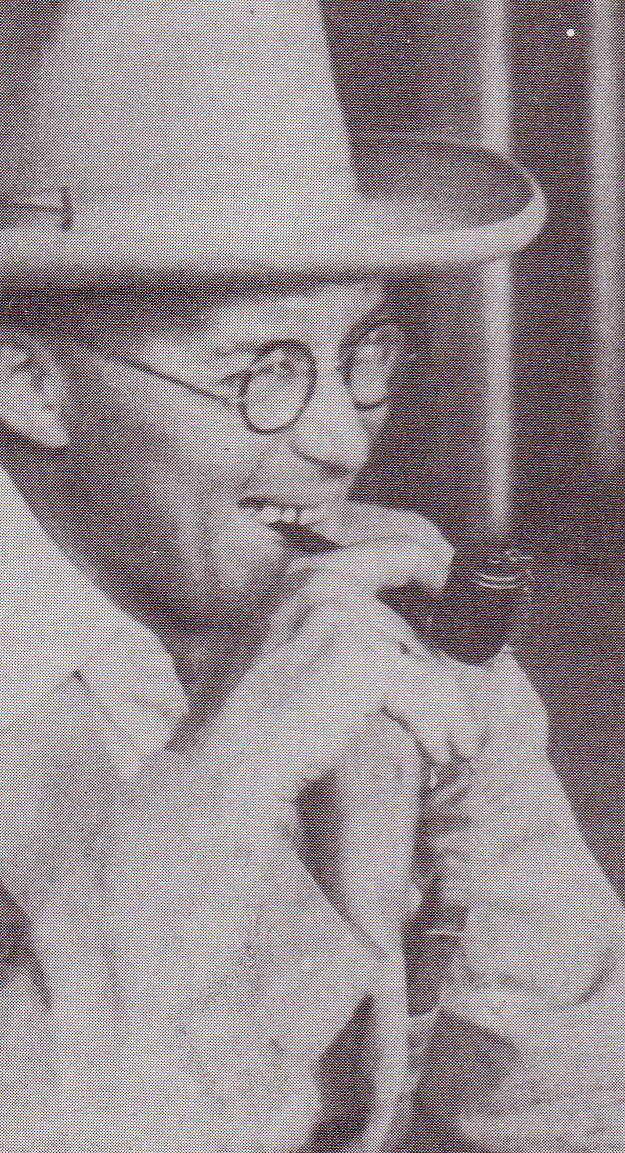
Helmut Lewin im Jahr 1936

Das Wappen der Stadt Windhoek (Aloe rubrolutea mit 3 Blüten) nach einem Entwurf von Helmut Lewin

Helmut Lewin (* 10. Oktober 1899 in Schneidemühl, Provinz Posen; † 6. März 1963 in Swakopmund, Südwestafrika) war ein deutscher Porträt- und Landschaftsmaler, der zu einem der beliebtesten Heimatmaler Südwestafrikas wurde. Von Beruf war er eigentlich Architekt und für kurze Zeit auch Stadtbaumeister von Windhoek, der Hauptstadt Namibias.

## Leben
Lewin wurde als ältestes von neun Kindern eines Versicherungs-Oberinspektors in der Provinz Posen geboren. Der Vater, Nachkomme einer Bauernfamilie, starb recht früh. Deshalb musste Lewin die Schule verlassen und eine Maurerlehre beginnen, um zum Unterhalt der Großfamilie beizutragen. Als 18-Jähriger begann er dann als Konstruktionszeichner in einem Flugzeugbau-Unternehmen, wo er bis zum Ende des Ersten Weltkriegs blieb.
Die verwitwete und kinderlose Firmeninhaberin erkannte Lewins Talent zum Konstrukteur und schickte ihn nach Kriegsschluss im Jahr 1919 mit einem Stipendium nach Weimar ans Bauhaus, wo er bis 1923 bei Professor Walter Gropius (1883–1969) Architektur studierte. Doch schon bald wandte sich Lewin heimlich auch der Malerei zu.
Er studierte bei Max Thedy (1858–1924), dessen letzter Meisterschüler er war, und bei Felix Schwormstädt (1870–1938) und gestand erst später seiner Mäzenin seine künstlerische Ambition. Diese zeigte sich großzügig und unterstützte ihn auch weiterhin. In Weimar lernte Lewin auch seine spätere Ehefrau Eva kennen, die dort ebenfalls Malerei studierte und die er im November 1923 heiratete. Das junge Ehepaar zog nach Schwerin (Mecklenburg), wo Lewin eine Anstellung an der Gewerbeoberschule fand, an der er jünger als viele seiner aus dem Krieg heimgekehrten Schüler war.
Wegen der wirtschaftlichen Krise im Nachkriegsdeutschland und den Folgen der Inflation von 1923 fasste Lewin im Jahr 1924 den Plan zur Auswanderung in die ehemals deutsche Kolonie Deutsch-Südwestafrika (heute: Namibia), wanderte schließlich 1926 zunächst allein aus und begann in Windhoek als Architekt zu arbeiten. 1927 folgte die Familie nach und sie wurden in Otjiwarongo ansässig.
In Otjiwarongo malte Lewin u. a. einen gewaltigen Fries im Hotel „Hamburger Hof“ mit 30 großen Gemälden al fresco im Speisesaal des Hotels. Nachdem die Familie 1934 nach Omaruru gezogen war, verzierte Lewin im dortigen Kölling-Saal die Wände mit einigen Karikaturen. Auch im Hotel „Jacoby“ bemalte er einen Wandfries mit Tierbildern und karikaturesken Darstellungen aus dem südwestafrikanischen Alltag. Im Jahr 1937 entwarf er die neue Friedhofskapelle in Omaruru.
Im Jahr 1935 versuchte das Ehepaar Lewin sich als Pächter eines Hotels in Otavi. Das Geschäft entwickelte sich zunächst auch recht gut, doch als seine Frau erkrankte und zur medizinischen Behandlung mit den Kindern im Juni 1939 nach Deutschland ging, wurde das Hotel wieder aufgegeben. Lewin wollte später nachfolgen, doch brach der Zweite Weltkrieg aus – und Lewin musste sich im Landesinneren Südwestafrikas vor den südafrikanischen (britischen) Behörden verstecken, um nicht als deutscher Kriegsgefangener in ein Internierungslager zu kommen.
Wegen eines Sarkoms und der damit verbundenen Todesgefahr musste er sich nach einem Jahr schließlich doch den Behörden stellen. Hinter Stacheldraht im Internierungslager „Andalusia“ (Republik Südafrika) entstanden einige seiner besten Werke, eine Reihe von Porträts und Darstellungen von Krieg und Tod, u. a. die Gemälde „Das Grab im Schnee“, „2000 Jahre Christentum“, „Selbstbildnis mit dem Tod“ und „Heldenschrein“, das heute im Museum von Swakopmund präsentiert wird.
Im Jahr 1944 ließ sich Lewin als „Austauschgefangener“ nach Deutschland repatriieren und ging wieder nach Schwerin. Nach Kriegsende rette ihn sein südafrikanischer Pass vor der Verschleppung durch die russischen Besatzungstruppen nach Sibirien. Als Ausländer wurde er mit dem Zug in den Westen geschickt, und die Familie siedelte sich im holsteinischen Halstenbek bei Hamburg an. Drei Jahre (1946–1949) malte Lewin nach Fotos die Porträts amerikanischer Soldaten und war Dozent an der Universität Hamburg. Dann zog es ihn doch wieder in die afrikanische Heimat.
Im Dezember 1949 wanderte die Familie erneut nach Südwestafrika (Namibia) aus. Omaruru, Karibib, Windhoek und Swakopmund waren die dortigen Lebensstationen. Durch zahlreiche Ausstellungen wurde er zu einem der beliebtesten Landschafts- und Heimatmaler.
Kurz nach seiner letzten Ausstellung in seinem Wohnort Swakopmund verstarb Lewin im 64. Lebensjahr an Krebs. Er wurde auf der Farm „Bitterwasser“, der Farm der jüngeren Tochter Brigitte, in afrikanischer Erde begraben. Sein letzter Wunsch war: „Lasst Gras drüber wachsen.“

## Wirken

### Als Architekt
Als Architekt entwarf er etliche öffentliche Gebäude in verschiedenen Städten Namibias. Für kurze Zeit war Lewin in Windhoek als Stadtbaumeister tätig. Seinen Plänen entstammt u. a. das amtliche Stadtwappen (siehe Abbildung) und die Umgestaltung des alten Zoos in den „Zoo Park“, der zeitweilig nach Hendrik Frensch Verwoerd benannt war.

### Als Maler
Über seine Ausstellung im August 1933 in Otjiwarongo schrieb damals die „Allgemeine Zeitung“: „Lewin ist ein außerordentlich vielseitiger Künstler; in rascher Folge entstanden Tierbilder, Landschaften, Portraits und Karikaturen, und manches Stück ziert heute Südwester Heime, manches fand seinen Weg nach Übersee.“
Seine Bilder fanden Einzug in Museen und Privatsammlungen und werden heute noch auf Auktionen gehandelt.
In seinen Landschaftsmotiven bediente sich Lewin oft einer recht ungewöhnlichen Perspektive: Er beschränkte sich nur auf einen kleinen Ausschnitt und betrachtete diesen vom Boden her wie aus den Augen eines kleinen Vogels.

## Ausstellungen
Zu seinen Lebzeiten veranstaltete Lewin etliche Ausstellungen in verschiedenen Städten Südwestafrikas (u. a. in Otjiwarongo, Windhoek, Swakopmund) sowie in Deutschland und Portugal.
Einige seiner Bilder befinden sich in der Sammlung des Arts Association Heritage Trust (AAHT), die von der National Art Gallery of Namibia (Windhoek) verwahrt wird. Weitere Bilder befinden sich im Swakopmund Museum.

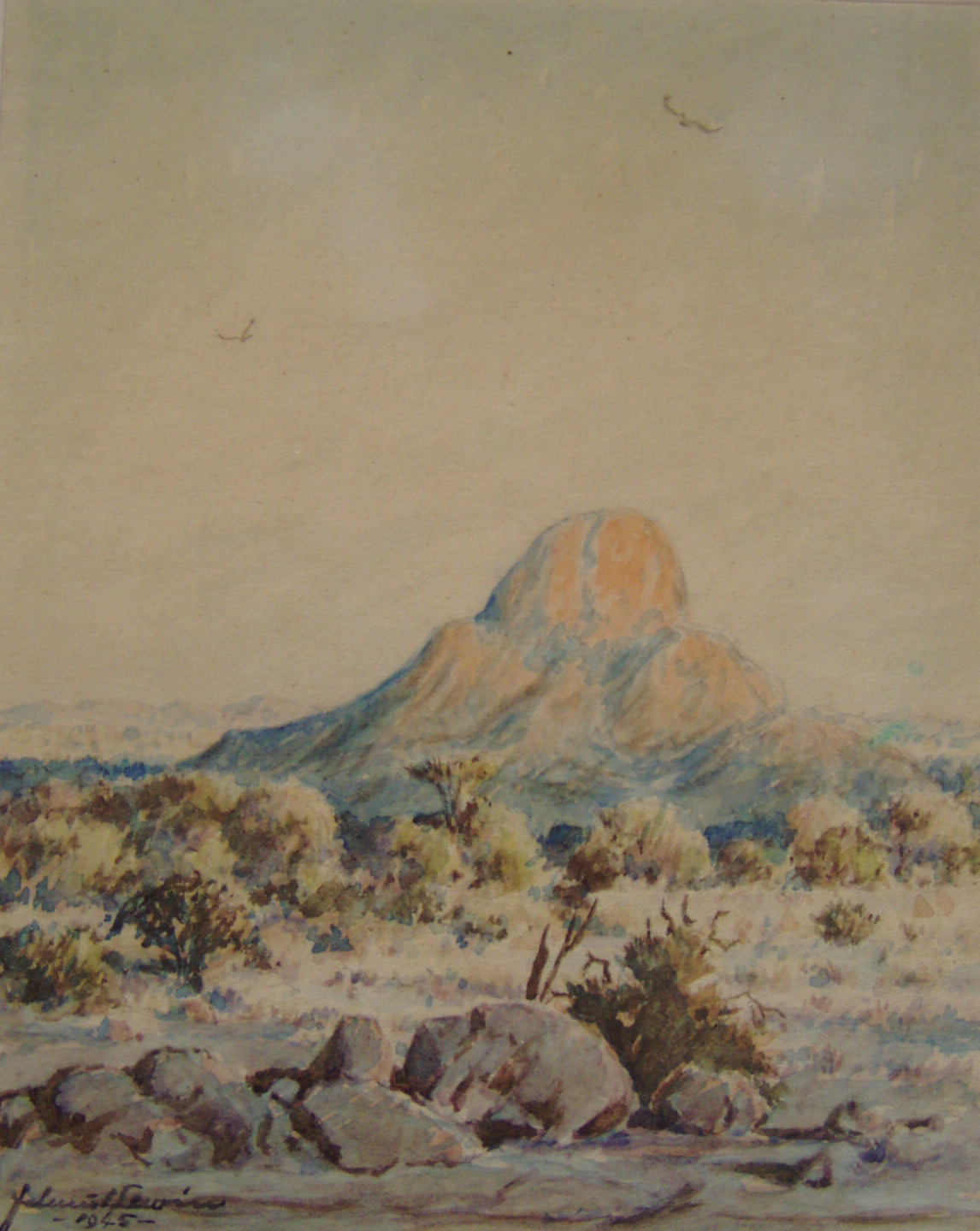
Omaruru-Kuppe (1945, Aquarell)
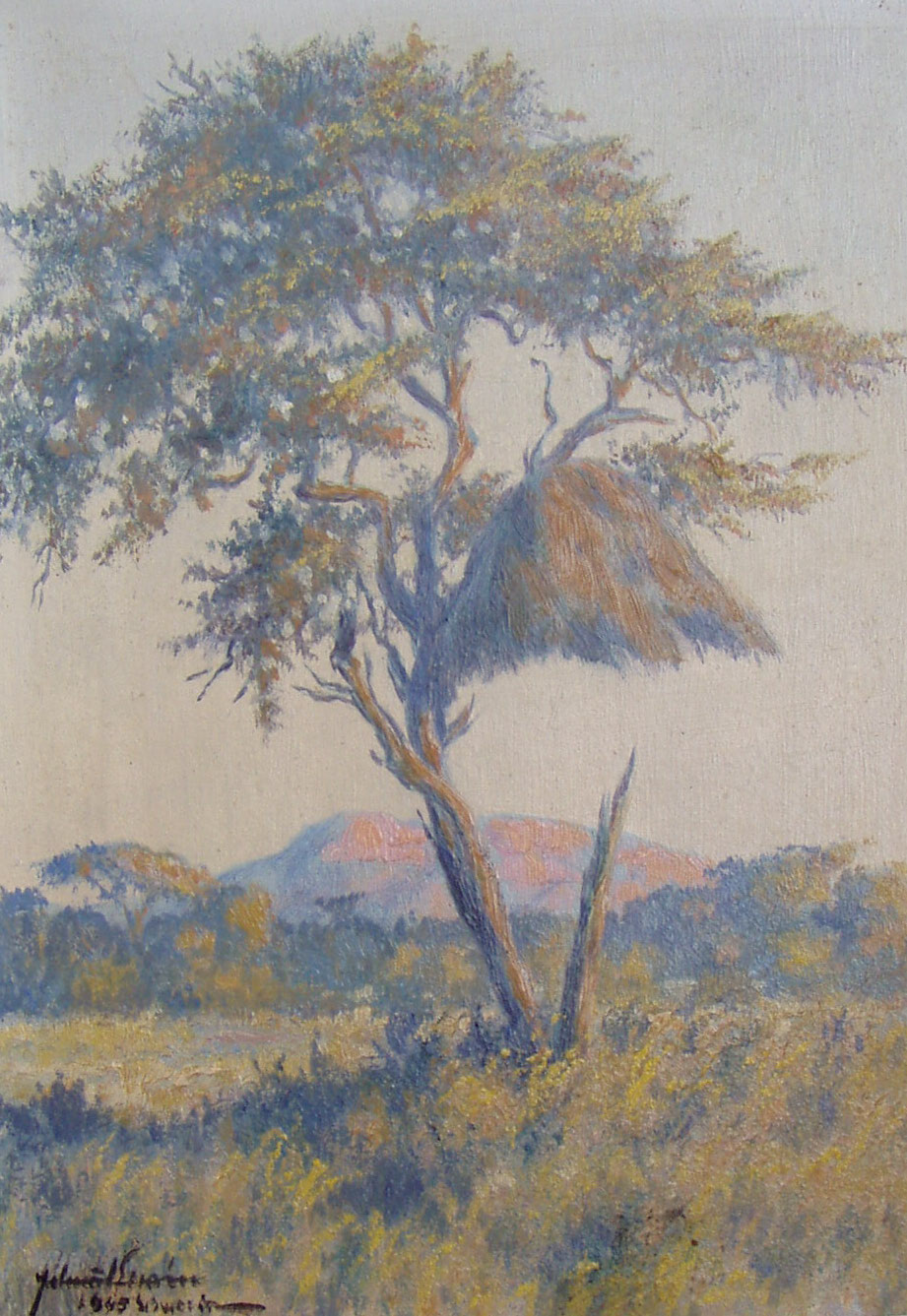
Landschaft in Namibia (1945, Ölgemälde)
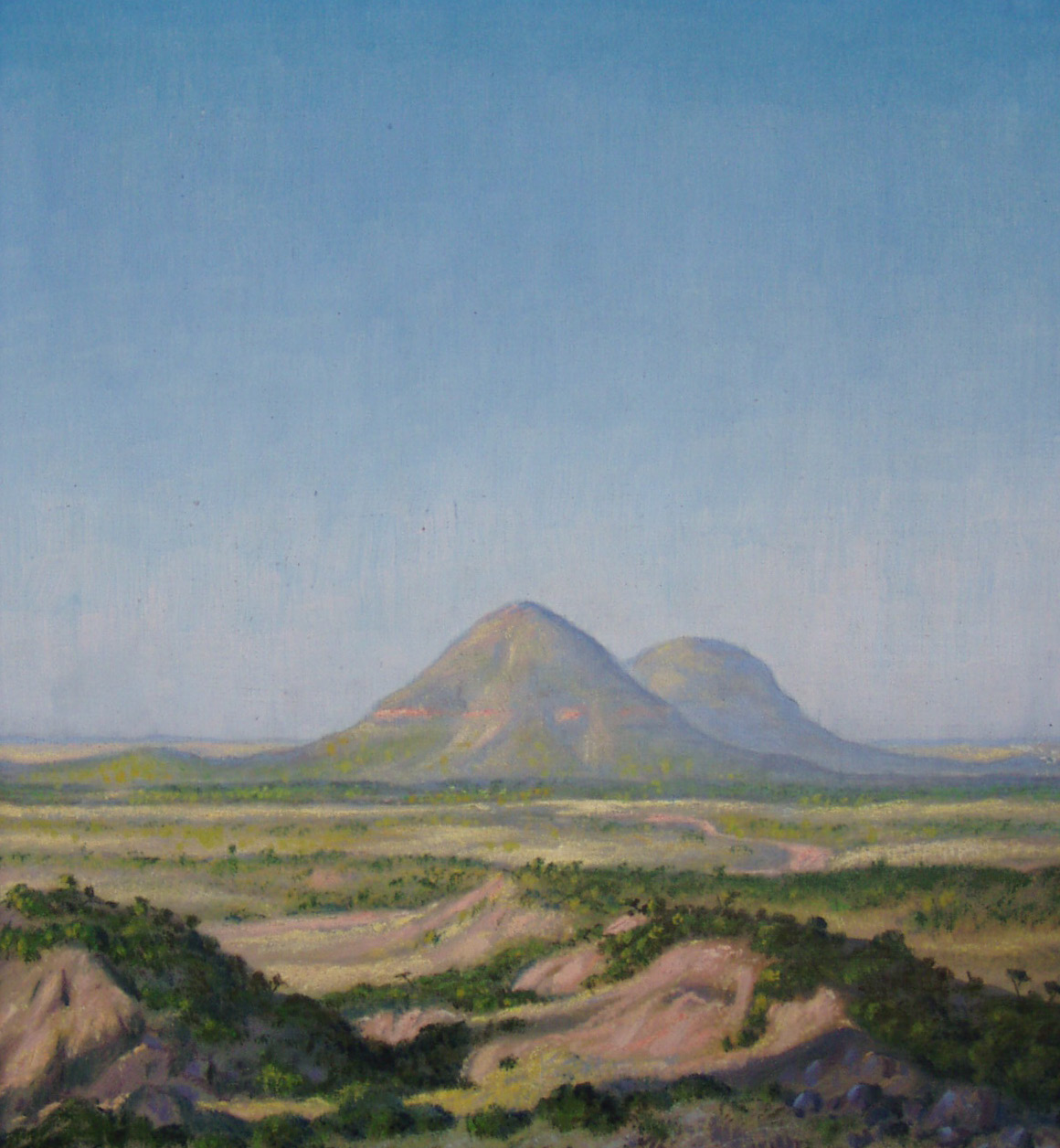
Omatakoberge (1947, Ölgemälde)
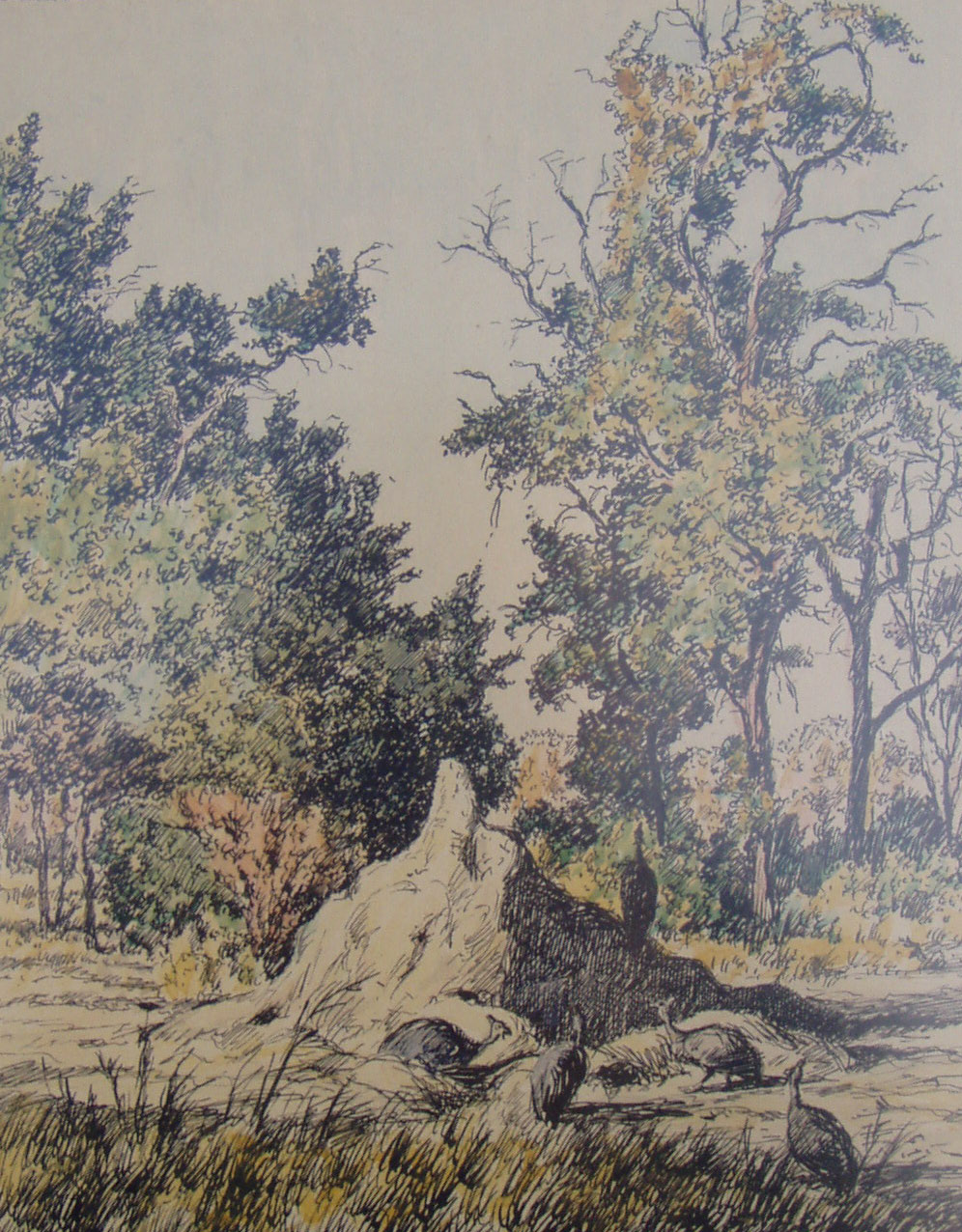
Perlhühner am Termitenhügel (1948, Farbzeichnung)
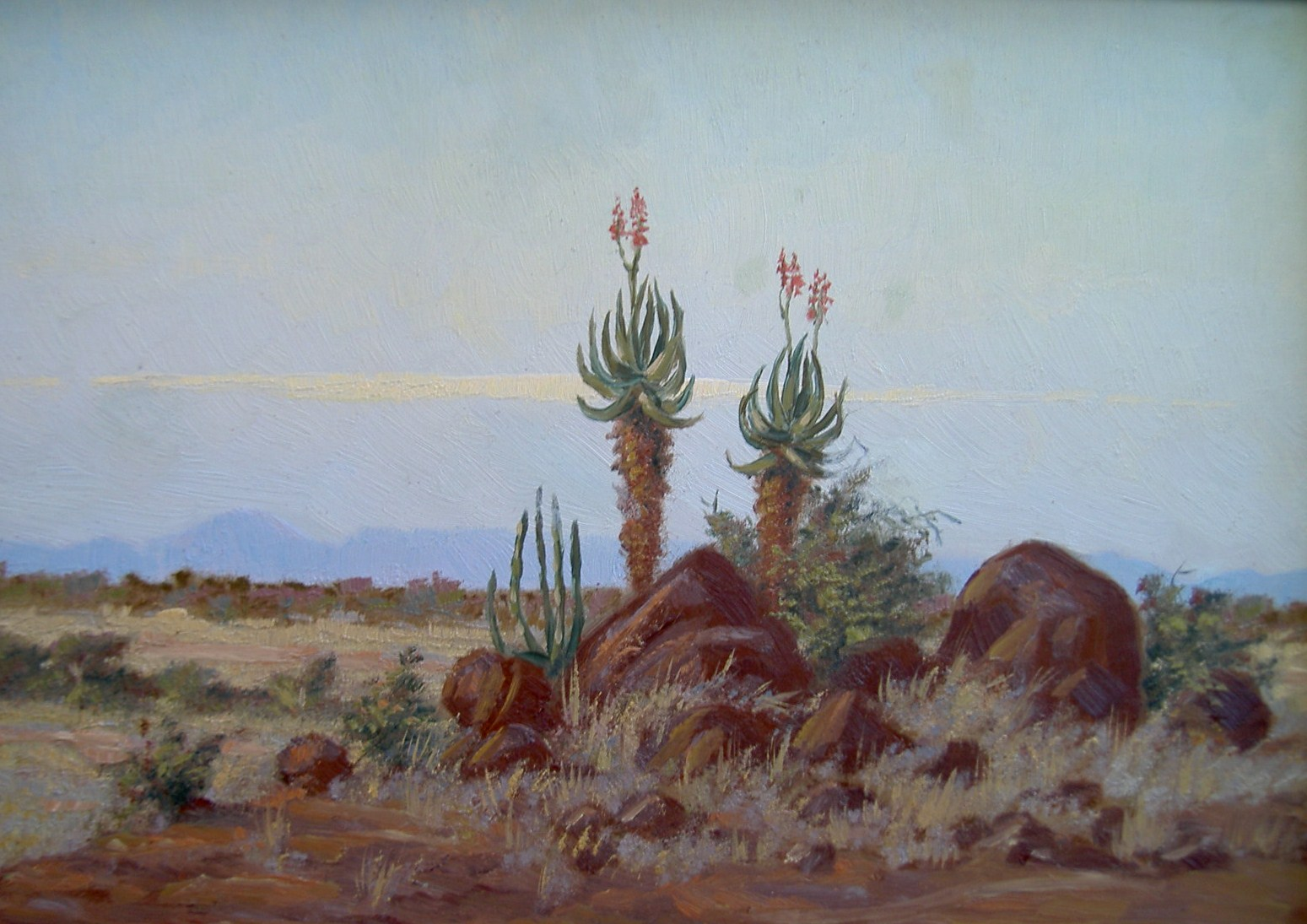
Aloe-Hügel (Ölgemälde)
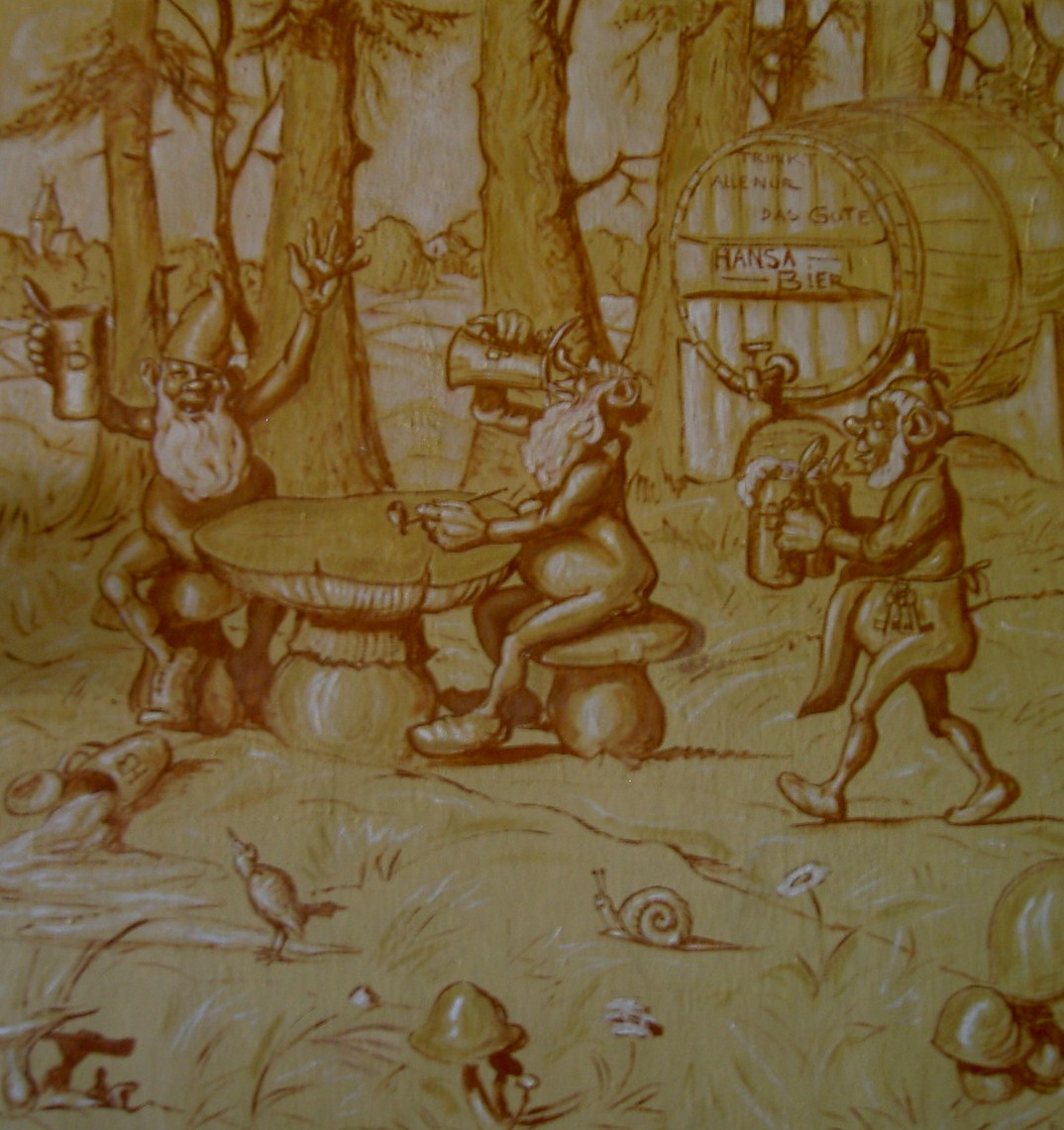
Karikatur im Köllingsaal (1934, Omaruru, Namibia)
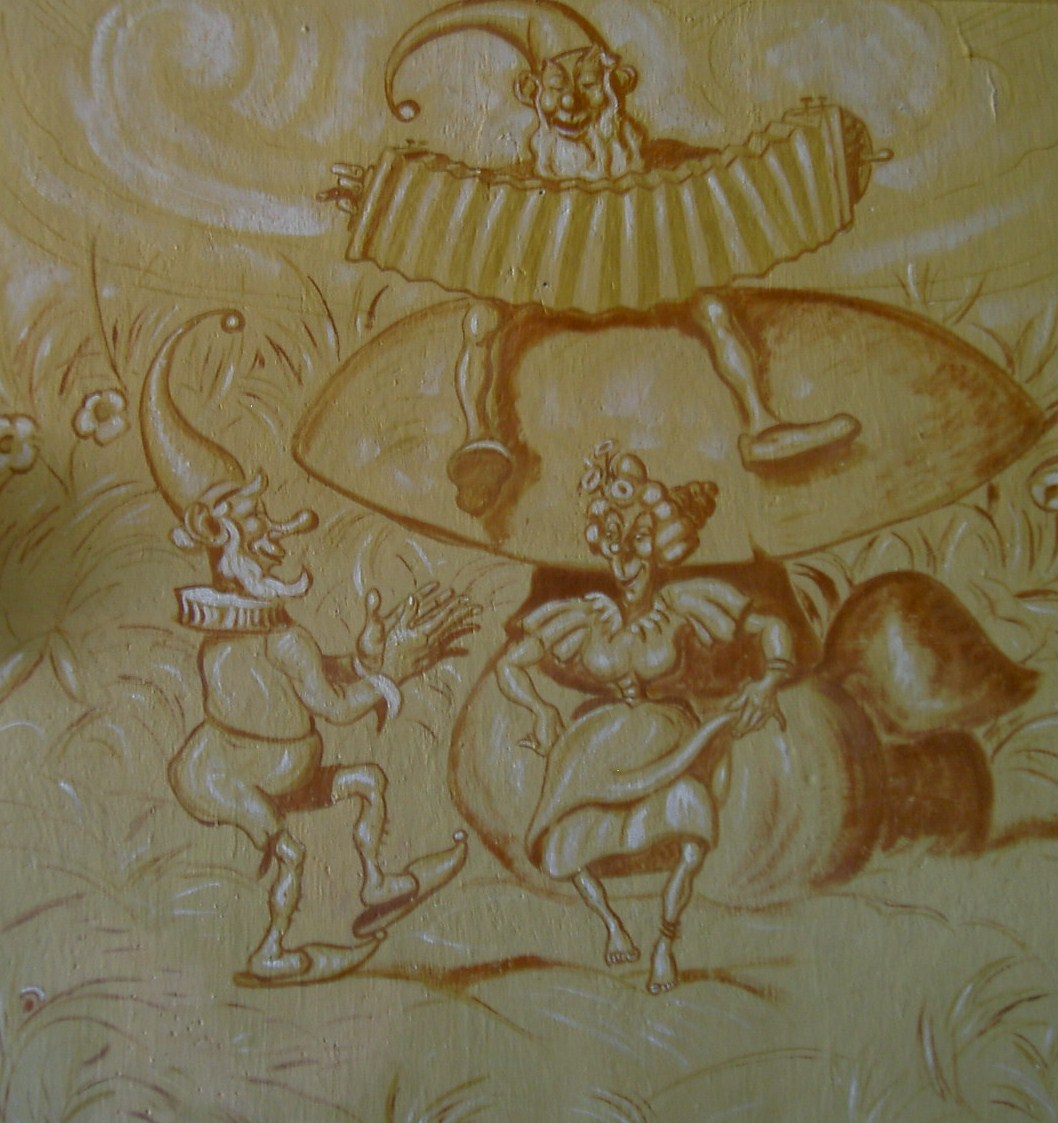
Karikatur im Köllingsaal (1934, Omaruru, Namibia)
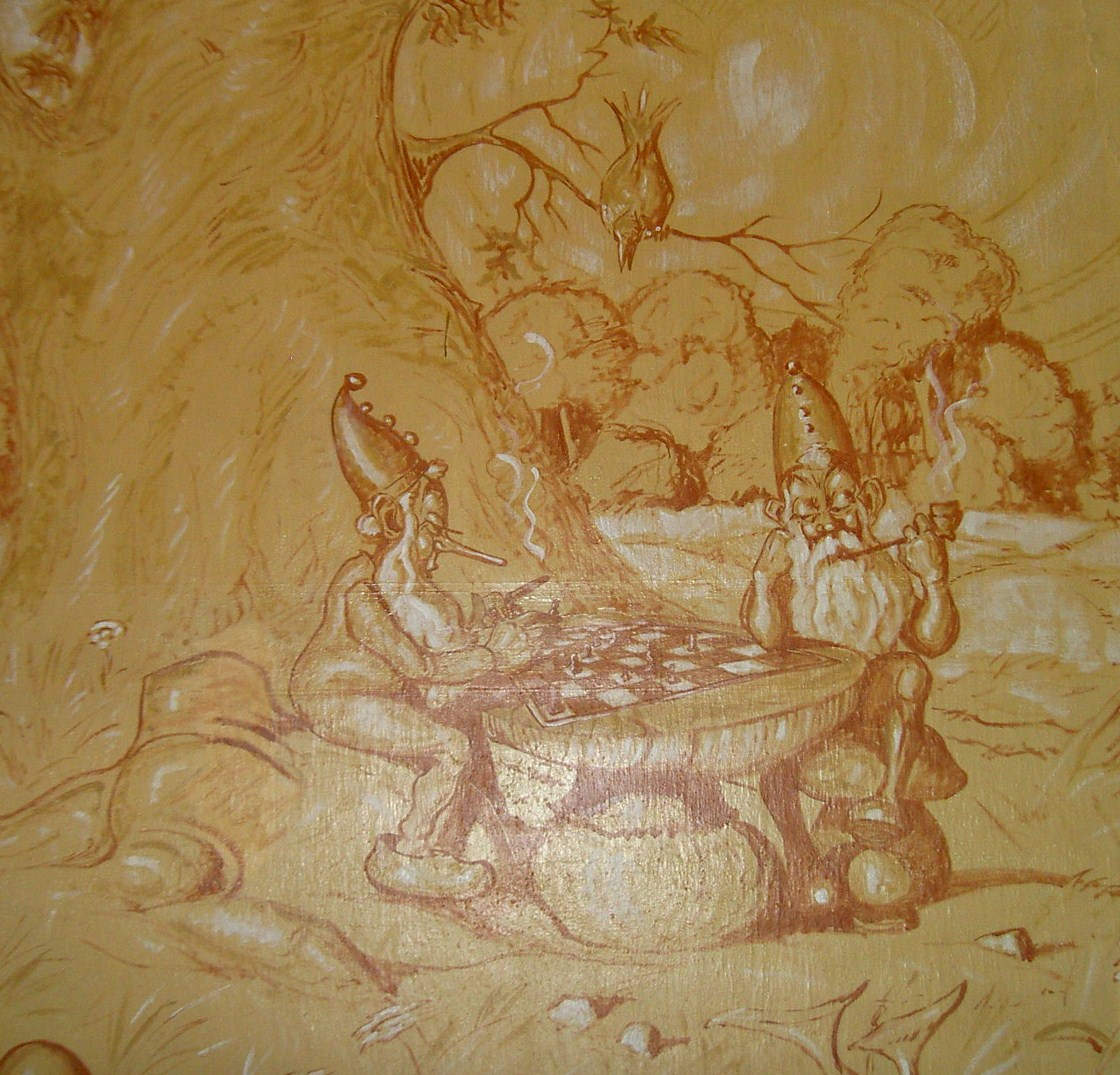
Karikatur im Köllingsaal (1934, Omaruru, Namibia)

## Quelle
- Eva-Maria Linsmayer:[2] Der Maler Helmut Lewin (1899–1963). In: Namibiana. Heft 11, Seite 91f., SWA Wissenschaftliche Gesellschaft (Hrsg.), Windhoek 1987, ISSN 0259-2010